# Télécollège

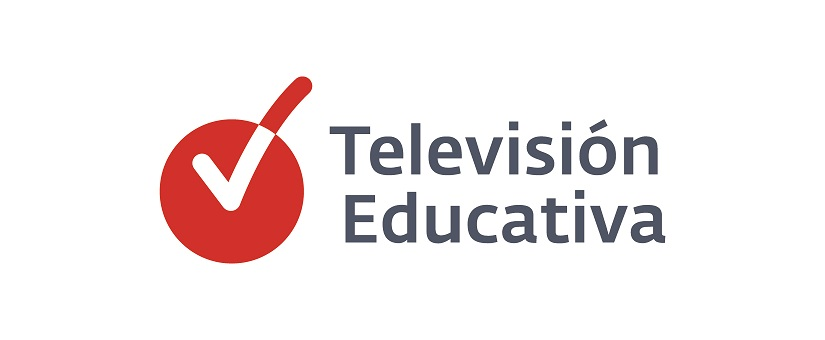

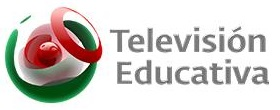

Le "Télécollège+" (« "Telesecundaria+" » en espagnol) est un modèle éducatif mexicain mis en place en 1968 par Álvaro Gálvez y Fuentes. Son objectif est d'enseigner l'éducation secondaire à travers des retransmissions télévisées, dans les zones rurales ou de difficile accès de la République mexicaine, afin de réduire l'analphabétisme dominant pendant les années 1960. Ce modèle est encore actif aujourd'hui.

## Histoire
À la fin du sexennat d'Adolfo López Mateos et de son ministre de l'éducation Jaime Torres Bodet en 1964, et bien que les avancées en matière d'éducation aient apporté une meilleure gestion et l'amplification de l'offre éducative, de 15,8 % à 23 %, l'analphabétisme au Mexique dépassait les 30 % de la population mexicaine. Pourtant, les frais d'inscription scolaire étaient plus réduits dans les collectivités rurales dont l'accès était difficile. 
C'est en 1968, pendant la présidence de Gustavo Díaz Ordaz, avec Agustín Yáñez comme titulaire du Ministère de l'éducation publique, que le système d'éducation à distance via la télévision se créa, et les premiers cours furent transmis sur le canal 5 (station XHGC-TV). Trois-cent-quatre "salles de classe télévisées" furent lancées, s’appliquant en priorité au District Fédéral et aux États d'Hidalgo, Morelos, Oaxaca, Puebla, Tlaxcala et Veracruz.
Le système du télécollège s'inspire du modèle italien et reprend trois éléments fondamentaux : le téléprofesseur, le professeur-écran et la salle de classe équipée du matériel nécessaire . Le téléprofesseur se chargeait de présenter la leçon à travers des programmes télévisés et le professeur-écran s'occupait de dissiper les doutes que pouvaient avoir les élèves une fois la session télévisée terminée, en adaptant le travail à faire aux capacités des écoliers.
Le télécours avait la structure suivante : pendant les dix premières minutes, le professeur-écran faisait un récapitulatif de ce qui avait été étudié lors du cours précédent. Ensuite, vingt minutes étaient consacrées au visionnage du programme télévisé. Enfin, la session s'achevait par vingt minutes de surveillance sur les exercices abordés, afin de fixer les connaissances, puis par dix minutes de repos.
Regarder simplement les programmes éducatifs n'était pas suffisant pour que les jeunes consolident leurs connaissances, car l'ordre des images suscitait parfois des notions éphémères. C'est pourquoi furent conçus des documents imprimés, sortes de guides pédagogiques, pour faciliter l'apprentissage.
Le système du télécollège fut inscrit au Système Éducatif National le 2 janvier 1998 mais il faut noter que l'éducation télésecondaire est officiellement valide depuis son application. Ce service apparait le 11 septembre 1980 dans l'état de Zacatecas, plus précisément dans la communauté de Benito Juárez de la municipalité de Zacatecas. 44 télécollèges furent inaugurés simultanément dans plusieurs localités de l’État, avec le professeur Benito Juárez García à sa tête et le Gouverneur J. Guadalupe Cervantes Corona. Álvaro Gálvez y Fuentes est considéré comme le fondateur de ce système.
Avec le temps et l'emploi de la technologie, le télécollège s'est consolidé. Notamment avec l'utilisation d'une méthodologie particulière qui comporte trois éléments fondamentaux : l'enseignant, les cours télévisés et les guides d'apprentissage. Un signal arrivait jusqu'aux téléviseurs des salles de classe grâce au satellite du Réseau Edusat, d'où les programmes étaient transmis pour chaque classe sur le canal 11. 
Le modèle des télécollèges s'est exporté dans de nombreux pays comme le Salvador, le Guatemala, le Panama, le Costa Rica et les États-Unis.
Désormais, sa méthodologie s'est améliorée et s'appelle Modèle renforcé de télécollège, mis en place dans le cadre de la réforme du plan et du programme scolaire collégien de 2006. Plusieurs éléments ont été intégrés, comme le CD interactif de ressources pour le cours d'espagnol (qui contient des vidéos, des textes audios, des textes modèles, des chansons et des images) et la médiathèque, qui contient des films pour chaque discipline, réunis dans un coffret DVD.  Actuellement, les télécollèges travaillent avec le modèle de compétences, avec lequel on prétend former des élèves autonomes et capables de développer leurs capacités à travers l'apprentissage.
Avec l'application du Nouveau Modèle Pédagogique, faisant partie des réformes de l'éducation secondaire de 2006, on s'attendait à ce que les séquences éducatives se centrent plus sur l'apprentissage et l'étudiant, en encourageant l'interaction dans la salle de classe et en favorisant avec celle-ci la participation réfléchie des petits et des jeunes. Comme le modèle précédent l'évaluation a un rôle fondamental. Ce n'est pas un jugement avec une valeur numérique mais plutôt une manière d'obtenir des renseignements pour orienter les décisions des professeurs, ces derniers cherchant à améliorer leur pratique et avec elle le processus d'enseignement-apprentissage.
En 2011 avec l'apparition de la Réforme Complète de l'Éducation de Base (RIEB en espagnol), les plans et programmes pédagogiques de chaque matière sont modifiés. Il en va de même pour les documents imprimés, lesquels restent soumis à une révision. Ils contiennent les thèmes qui apparaissent dans le programme scolaire, malgré le fait qu'ils interagissent avec les objectifs et les contenus posés pour chacune des disciplines. En 2011, l'information qui est présentée dans ces documents est faible, c'est pourquoi le rôle du professeur dans la réalisation des activités prend une place importante. Depuis cette réforme, dans laquelle s'articule tous les niveaux d'éducation de base (maternelle, primaire et secondaire), l'éducation secondaire a modifié ses plans et ses programmes pédagogiques.

## Critiques
En raison de l'éloignement des communes, les moyens tardent à arriver pour créer une école "télécollège". Aussi, la distance affecte les élèves une fois l'école créée : il se peut qu'ils aient à marcher pendant deux ou trois heures pour y arriver. De plus, avec la pauvreté et le manque de technologie, les habitants des communes veulent depuis qu'ils sont tout petits envoyer leurs enfants travailler. De cette façon, certains enfants ne terminent pas leurs enseignements de base. Les zones rurales, le plus souvent, ne possèdent pas l’électricité. Cela empêche que les téléviseurs, les ordinateurs et autres outils puissent être utilisés.
La Réforme Complète de l'éducation de Base (RIEB en espagnol) est apparue face à la nécessité d'améliorer la qualité de l'éducation scolaire. Cependant, les outils destinés à la forme du télécollège ne sont encore disponibles qu'en période d'évaluation. Les moyens disponibles aujourd'hui dans les salles de classe sont beaucoup trop faibles pour mener à bien un processus d'enseignement-apprentissage satisfaisant. 
Des critiques ont aussi été formulées contre l'obsolescence des manuels scolaires utilisés.